# Kardinaal-diaken
Kardinaal-diaken is de laagste rang van de drie kardinale orden binnen de Rooms-Katholieke Kerk. De twee hogere rangen zijn die van kardinaal-priester en nog hoger die van kardinaal-bisschop.
Kardinaal-diakens zijn ofwel functionarissen van de Romeinse Curie, ofwel priesters die op zeer hoge leeftijd bij wijze van onderscheiding kardinaal worden gecreëerd. De titel voert terug op de middeleeuwen toen de Pauselijke Huishouding was onderverdeeld in zeven diaconieën aan het hoofd waarvan een kardinaal-diaken werd gesteld. Evenals dat het geval is met kardinaal-priesters, die een titelkerk krijgen toegewezen, wordt aan kardinaal-diakens een titeldiakonie geschonken. Dat is de diakonie waarvan ze - honoris causa - diaken zijn. 
In 1586 bepaalde paus Sixtus V het aantal kardinaal-diakens op 14. Inmiddels is dat aantal, mede onder invloed van de groei van de Romeinse Curie, uitgebreid.
Tijdens liturgische plechtigheden zijn kardinaal-diakens te herkennen aan een afwijkende dalmatiek alsmede aan een eenvoudige witte mijter, de zogenaamde Mitra simplex. De langstzittende kardinaal-diaken wordt kardinaal-protodiaken genoemd en heeft het voorrecht de verkiezing van een nieuwe paus aan te kondigen vanaf de buitenloggia van de Sint-Pietersbasiliek. Toen de paus nog gekroond werd met de tiara, was de protodiaken ook degene die de kroning verrichtte. De huidige kardinaal-protodiaken is sinds 2024 Dominique Mamberti.
Kardinaal-diakens kunnen bevorderd worden tot kardinaal-priester, gewoonlijk na een periode van minimaal tien jaar na hun creatie. Gebruikelijk is dat hun titeldiakonie dan tevens hun titelkerk pro hac vice wordt.
'Kardinaal' is geen wijdingstitel zoals priester of bisschop, maar een eretitel. Volgens de traditie hoefde men niet eens priester te zijn om tot kardinaal te worden benoemd. Sinds het Tweede Vaticaans Concilie is hierin wijziging gekomen. Het kardinalaat wordt uitsluitend aan priesters toegekend en, als ze dit nog niet zouden zijn, worden ze in de regel (met mogelijke dispensatie, bijvoorbeeld vanwege de hoge leeftijd) tot bisschop gewijd.

## Huidige kardinaal-diakens van de Rooms-Katholieke Kerk
(vetgedrukt is kardinaal-protodiaken )
| Naam                             | Consistorie | Geboortedatum | Nationaliteit            | Stemrecht conclaaf |
| -------------------------------- | ----------- | ------------- | ------------------------ | ------------------ |
| Dominique Mamberti               | 2015        | 07-03-1952    | Frankrijk                | ja                 |
| Mario Zenari                     | 2016        | 05-01-1946    | Italië                   | ja                 |
| Kevin Farrell                    | 2016        | 02-09-1947    | Ierland Verenigde Staten | ja                 |
| Ernest Simoni                    | 2016        | 18-10-1928    | Albanië                  | nee                |
| Luis Ladaria Ferrer              | 2018        | 19-04-1944    | Spanje                   | nee                |
| Giovanni Angelo Becciu           | 2018        | 02-06-1948    | Italië                   | nee                |
| Konrad Krajewski                 | 2018        | 25-11-1963    | Polen                    | ja                 |
| Aquilino Bocos Merino            | 2018        | 17-05-1938    | Spanje                   | nee                |
| José Tolentino de Mendonça       | 2019        | 15-12-1965    | Portugal                 | ja                 |
| Michael Czerny S.J.              | 2019        | 18-07-1946    | Canada                   | ja                 |
| Michael Fitzgerald P.A.          | 2019        | 17-08-1937    | Verenigd Koninkrijk      | nee                |
| Mario Grech                      | 2020        | 20-02-1957    | Malta                    | ja                 |
| Marcello Semeraro                | 2020        | 22-12-1947    | Italië                   | ja                 |
| Mauro Gambetti O.F.M. Conv.      | 2020        | 27-10-1965    | Italië                   | ja                 |
| Silvano Maria Tomasi CS          | 2020        | 12-10-1940    | Italië                   | nee                |
| Raniero Cantalamessa O.F.M. Cap. | 2020        | 22-07-1934    | Italië                   | nee                |
| Enrico Feroci                    | 2020        | 27-08-1940    | Italië                   | nee                |
| Arthur Roche                     | 2022        | 06-03-1950    | Verenigd Koninkrijk      | ja                 |
| Lazarus You Heung-sik            | 2022        | 17-11-1951    | Zuid-Korea               | ja                 |
| Fernando Vérgez Alzaga L.C.      | 2022        | 01-03-1945    | Spanje                   | ja                 |
| Gianfranco Ghirlanda S.J.        | 2022        | 05-07-1942    | Italië                   | nee                |
| Fortunato Frezza                 | 2022        | 06-02-1942    | Italië                   | nee                |
| Claudio Gugerotti                | 2023        | 07-10-1955    | Italië                   | ja                 |
| Víctor Manuel Fernández          | 2023        | 18-07-1962    | Argentinië               | ja                 |
| Emil Tscherrig                   | 2023        | 03-02-1947    | Zwitserland              | ja                 |
| Christophe Pierre                | 2023        | 30-01-1946    | Frankrijk                | ja                 |
| Ángel Fernández Artime SDB       | 2023        | 21-08-1960    | Spanje                   | ja                 |
| Agostino Marchetto               | 2023        | 28-08-1940    | Italië                   | nee                |
| Angelo Acerbi                    | 2024        | 23-09-1925    | Italië                   | nee                |
| Rolandas Makrickas               | 2024        | 31-01-1972    | Litouwen                 | ja                 |
| Timothy Radcliffe OP             | 2024        | 22-08-1945    | Engeland                 | ja                 |
| Fabio Baggio CS                  | 2024        | 15-01-1965    | Italië                   | ja                 |
| George Koovakad                  | 2024        | 11-08-1973    | India                    | ja                 |

## Belgische en Nederlandse kardinalen
- Veertien Belgen werden ooit kardinaal. Vier waren kardinaal-diaken: Julien Ries, Gustaaf Joos, Jan Schotte en Jozef Cardijn. Eén was aanvankelijk kardinaal-diaken en werd later gepromoveerd tot kardinaal-priester: Jean Jérôme Hamer.
- Acht Nederlanders werden ooit kardinaal. Twee waren aanvankelijk kardinaal-diaken en werden later gepromoveerd tot kardinaal-priester: Willem Marinus van Rossum en Johannes Willebrands.